# Hippias (tyran)
Pour les articles homonymes, voir Hippias.
Sauf précision contraire, les dates de cet article sont sous-entendues « avant l'ère commune » (AEC), c'est-à-dire « avant Jésus-Christ ».
Hippias (en grec ancien Ἱππίας) est un tyran d'Athènes de 527 à 510 avant notre ère. Il appartient à la famille des Pisistratides.

## Biographie
Hippias est le fils de Pisistrate, auquel il succède avec son frère Hipparque. En réalité, c'est Hippias qui exerce la direction principale de l'État et il est parfois difficile de distinguer ce qui, dans l'œuvre de la tyrannie, revient à Pisistrate ou à ses enfants, tout au moins jusqu'à la mort d'Hipparque, victime d'un complot d'ordre amoureux.
En effet, Hipparque aimait Harmodios, qui lui aimait Aristogiton. Le premier, obstacle à leur amour, fut assassiné par les deux autres en -514.
Hippias applique alors un régime de terreur, se méfiant de tout et de tous et multipliant les vexations envers l'oligarchie. De plus, le contexte international s'assombrit avec la disparition de deux tyrans alliés, Polycrate de Samos et Lygdamis de Naxos. À cela vient s'ajouter la conquête perse qui ruine le premier empire maritime athénien, fondé par Pisistrate ; ainsi que la brouille de Thèbes et d'Athènes à la suite de l'alliance de Platées avec cette dernière. Sparte, inquiète de l'expansion d'Athènes, hésite à intervenir directement.
Elle ne s'y décide qu'en -511 sur les invitations de l'oracle de Delphes, soudoyé par les adversaires d'Hippias. Parmi eux, des exilés tels que les Alcméonides, et Cléomène Ier, roi de Sparte. Hippias sera contraint à l'exil, à la suite d'un coup d’État militaire en -510.
Hippias se retire alors auprès de Darius Ier, le roi de Perse qu'il pousse à entreprendre la première guerre médique. Hippias est tué à Lemnos, peu après la bataille de Marathon en -490.